# Amphitrite cirrata
Amphitrite cirrata är en ringmaskart som först beskrevs av Otto Friedrich Müller 1771 in 1776.  Amphitrite cirrata ingår i släktet Amphitrite och familjen Terebellidae. Arten är reproducerande i Sverige. Utöver nominatformen finns också underarten A. c. profunda.